# Mills County (Texas)
Das Mills County ist ein County im Bundesstaat Texas der Vereinigten Staaten. Das U.S. Census Bureau hat bei der Volkszählung 2020 eine Einwohnerzahl von 4.456 ermittelt. Der Sitz der County-Verwaltung (County Seat) befindet sich in Goldthwaite.

## Geographie
Das County liegt etwa 60 km nordöstlich des geographischen Zentrums von Texas und hat eine Fläche von 1942 Quadratkilometern, wovon 5 Quadratkilometer Wasserfläche sind. Es grenzt im Uhrzeigersinn an folgende Countys: Comanche County, Hamilton County, Lampasas County, San Saba County und Brown County.

## Geschichte
Mills County wurde am 15. März 1887 aus Teilen des Brown County, Comanche County, Hamilton County und Lampasas County gebildet. Die Verwaltungsorganisation wurde am 12. September gleichen Jahres abgeschlossen. Benannt wurde es nach John T. Mills (1817–1871), der 1837 eine Anwaltspraxis in der Republik Texas eröffnete und von 1839 bis 1846 Bezirksrichter war.

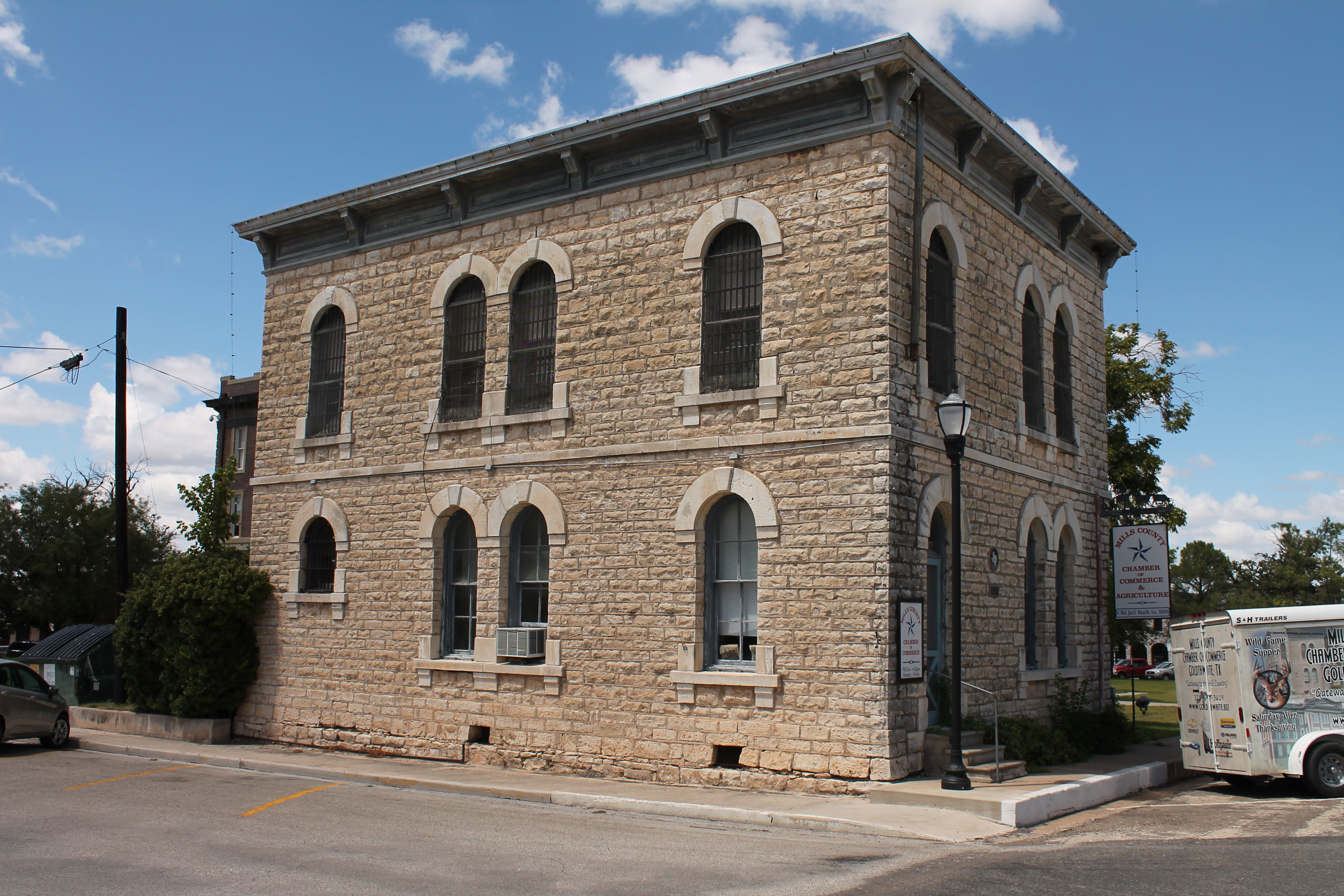
Mills County Jailhouse (2014)

Drei Bauwerke und Bezirke im County sind im National Register of Historic Places („Nationales Verzeichnis historischer Orte“; NRHP) eingetragen (Stand 27. November 2021), das Mills County Courthouse, das Mills County Jailhouse und die Regency Suspension Bridge.

## Demografische Daten
Nach der Volkszählung im Jahr 2000 lebten im Mills County 5.151 Menschen in 2.001 Haushalten und 1.398 Familien. Die Bevölkerungsdichte betrug 3 Einwohner pro Quadratkilometer. Ethnisch betrachtet setzte sich die Bevölkerung zusammen aus 89,24 Prozent Weißen, 1,26 Prozent Afroamerikanern, 0,27 Prozent amerikanischen Ureinwohnern, 0,08 Prozent Asiaten, 0,08 Prozent Bewohnern aus dem pazifischen Inselraum und 7,73 Prozent aus anderen ethnischen Gruppen; 1,34 Prozent stammten von zwei oder mehr Ethnien ab. 13,03 Prozent der Einwohner waren spanischer oder lateinamerikanischer Abstammung.
Von den 2.001 Haushalten hatten 27,5 Prozent Kinder oder Jugendliche, die mit ihnen zusammen lebten. 60,2 Prozent waren verheiratete, zusammenlebende Paare 7,0 Prozent waren allein erziehende Mütter und 30,1 Prozent waren keine Familien. 27,8 Prozent waren Singlehaushalte und in 17,1 Prozent lebten Menschen im Alter von 65 Jahren oder darüber. Die durchschnittliche Haushaltsgröße betrug 2,43 und die durchschnittliche Familiengröße betrug 2,90 Personen.
25,5 Prozent der Bevölkerung war unter 18 Jahre alt, 4,7 Prozent zwischen 18 und 24, 20,5 Prozent zwischen 25 und 44, 26,1 Prozent zwischen 45 und 64 und 23,1 Prozent waren 65 Jahre alt oder älter. Das Medianalter betrug 44 Jahre. Auf 100 weibliche Personen kamen 102,4 männliche Personen und auf 100 Frauen im Alter von 18 Jahren oder darüber kamen 98,2 Männer.
Das jährliche Durchschnittseinkommen eines Haushalts betrug 30.579 USD, das Durchschnittseinkommen einer Familie betrug 37.519 USD. Männer hatten ein Durchschnittseinkommen von 25.933 USD, Frauen 20.076 USD. Das Prokopfeinkommen betrug 15.915 USD. 12,7 Prozent der Familien und 18,4 Prozent der Einwohner lebten unterhalb der Armutsgrenze.

## Städte und Gemeinden
- Caradan
- Goldthwaite
- Mullin
- Priddy
- Star